# Komórka prekursorowa
Komórki  prekursowe – swoiste tkankowo komórki macierzyste występujące w narządach dorosłych osobników, służące do regeneracji tych narządów. Mają ograniczoną zdolność do samoodnowy, ale duży potencjał proliferacyjny (intensywna proliferacja) 
Są one multipotentne lub unipotentne: dają początek ostatecznie zróżnicowanym komórkom somatycznym tylko jednej, danej tkanki. Od komórek somatycznych odróżnia je zdolność do podziałów.